# Mojmír Mazálek
Mojmír Mazálek (4. listopadu 1907, Brankovice – 27. května 1954, Praha) byl český archeolog.

## Život
Mojmír Mazálek se narodil v Brankovicích na Moravě v učitelské rodině. Mládí prožil ve Vícemilicích u Bučovic. Ve svém deníku vzpomínal, jak již jako dvanáctiletý nalezl v roce 1919 pazourkovou sekerku. Alois Procházka mu tehdy nabízel „výměnou tolik špendlíků, kolik unesu. Když jsem ale tehdy odolal sladké lákavosti nabídky, poprvé si asi uvědomil, že můj zájem je více než přechodný.“
Studoval na francouzském gymnáziu v Dijonu a na právnické fakultě v Brně, kterou dokončil roku 1931, poté vstoupil do notářské praxe, působil v Bučovicích, Kroměříži či Brně. Ve volném čase se věnoval archeologii v praxi, zároveň soustavně studoval archeologickou literaturu a navazoval styky s předními moravskými archeology. Od svých 21 let psal archeologické deníky (uloženy v archivu MZM Brno).
Až ve svých 42 letech se přihlásil ke studiu prehistorie na Filosofické fakultě Karlovy univerzity. Jeho hlavním zájmem byla starší a střední doba kamenná,z tohoto okruhu byla i jeho disertační práce Vzájemné vztahy mesolitu a neolitu se zvláštním zřetelem ke kamenné industrii; na podkladě této práce byl Mojmír Mazálek roku 1952 prohlášen doktorem filosofie.
V té době byl již členem Archeologického ústavu a vedl výzkum paleoliticko-mesolitického sídliště v Putimi - Ražicích u Písku. Předběžné zprávy o výsledcích tohoto výzkumu publikoval v Archeologických rozhledech v letech 1951 – 1953. Mezi další jeho práce patří studium slovenského mezolitu (Mesolitické nálezy ze Slovenska, AR VI – 1954), výzkum mousterského sídliště s buližníkovou a křemennou industrií na buližníkovém hřbetu u Lobkovic, kde spolupracoval s Karlem Žeberou, Zdeňkem Zázvorkou a Vojenem Ložkem. 
Mojmír Mazálek zemřel velmi mladý roku 1954 ve svých nedožitých 47 letech. Rozloučit se s ním přišli zástupci české a slovenské archeologie a jménem archeologického ústavu jeho učitel Jan Filip.